# Академическая улица (Минск)
Академическая улица (бел. Акадэмічная вуліца) — располагается в Первомайском районе города Минска. Начинается от проспекта Независимости, далее на перекрёстке с улицей Сурганова становится частью 2-го кольца, далее идёт между Ботаническим садом Академии наук Республики Беларусь и историческим районом Малявщина, заканчивается на перекрёстке с переулком Козлова, далее идет как улица Столетова.

## История
- 5 апреля 2012 года — завершение установки 26 светодиодных фонарей от проспекта Независимости до улицы Платонова[1].

Планируется:
- на пересечении переулка Козлова с улицами Козлова и Академической — двухуровневые транспортные развязки[2].

## Расположение

### Перекрёстки

#### Со светофором
- Академическая улица и проспект Независимости (Т-образный);
- Академическая улица, Сурганова улица и Платонова улица[3];
- Академическая улица и Ботаническая улица (Т-образный);

#### Без светофора
- Академическая улица, Столетова улица и Козлова переулок (Т-образный);

### Здания

#### Левая (нечётная) сторона
| Номера домов | Объекты |
| 1            | Институт истории Национальной академии наук Беларуси |
| 3            | Общежитие № 1 ЖЭУ РУП управление Делами НАН Беларуси |
| 3 А          | |
| 5            | Государственный литературно-мемориальный музей Якуба Коласа |
| 7            | Редакция газет «Друг пенсионера», «Шапокляк», «15 суток», «Вкуснятина» и журналов «Я на пенсии»,"Зайкина школа", «Сказка на ночь», «Матулiна сонейка», «Мамин светлячок». |
| 9            | |
| 9 А          | |
| 11           | |
| 11 А         | |
| 11 Б         | БФСО Динамо, общежитие |
| 11/2         | Никс Технолоджи |
| 13           | Соседи |
| 15/1         | Экономический суд города Минска |
| 15/2         | Институт энергетик НАН Беларуси |
| 17           | |
| 23           | |
| 25           | БГУ, Институт дополнительного образования |
| 27           | Институт генетики и цитологии НАН Беларуси |
| 27 А         | |
| 2 B          | |
| 2В/1         | |
| ------------ | --- |

#### Правая (чётная) сторона
| Номера домов | Объекты                                              |
| 6            | Цветы мира                                           |
| 6/1          | Юридический бутик Belbankrot.by                      |
| 6/3,8 А      |                                                      |
| 6 Б          |                                                      |
| 8            | Научно-практический центр гигиены                    |
| 8А/1         |                                                      |
| 10           |                                                      |
| 12           | Объединенный институт машиностроения                 |
| 12А          | УЗ Поликлиника НАН Беларуси                          |
| 16           | Институт Прикладной Физики НАН Беларуси              |
| 16 А         |                                                      |
| 18           | Белэнергоремналадка                                  |
| 18/1         |                                                      |
| 22           | Белэлектроремонт, филиал Белэнергоремналадка         |
| 24           | Рэс-6 Филиала Минские кабельные сети РУП Минскэнерго |
| 24 А         | Рэс-6 Филиала Минские кабельные сети РУП Минскэнерго |
| 24/2         | Рэс-6 Филиала Минские кабельные сети РУП Минскэнерго |
| 26           | Неомед                                               |
| 28           | Институт Физиологии НАН Беларуси ГНУ                 |
| 28/2         | Институт Физиологии НАН Беларуси ГНУ                 |
| 28/3         | Институт Физиологии НАН Беларуси ГНУ                 |
| 30           | Институт Физиологии НАН Беларуси ГНУ                 |
| 32           | Институт Физиологии НАН Беларуси ГНУ                 |
| 34           | А-100                                                |
| ------------ | ---------------------------------------------------- |

## Общественный транспорт

### Транспорт

#### От проспекта Независимости до улицы Сурганова и улицы Платонова
- Автобус: (20с, 37-только по нечётной стороне)

#### От улиц Сурганова и Плеханова до переулка Козлова
- Автобус: 20с, 76э, 59
- Троллейбус: 33, 34, 35, 92
- Маршрутное такси: 1097, 1183

### Остановки

#### Станция метро Академия наук (вестибюль № 1)
- Автобус: (20-конечная остановка,37-только по нечётной стороне)

#### Академическая
- Автобус: 20c, 37, 59
- Троллейбус: 33, 34, 35, 92
- Маршрутное такси: 1097, 1183

#### Ботаническая
- Автобус: 20с, 59, 76э
- Троллейбус: 33, 34, 35, 92
- Маршрутное такси: 1097, 1183

## Почтовые отделения
| Почтовый код | Дома обслуживания          |
| ------------ | -------------------------- |
| 220012       | 3—13, 17—23, 2—10, 18      |
| 220072       | 1, 12, 15а, 16, 25, 28, 32 |